# マルタン・ベルトー
マルタン・ベルトー（Martin Berteau 1691年2月3日 - 1771年1月22日）は、フランスのチェリスト、チェロ教師、作曲家。チェロ演奏におけるフランス楽派の創始者であると広く認識されている。

## 生涯
ベルトーの生涯に関する記述はしばしば信憑性に欠け、誇張されている。結果として、その生涯について確かなことはわずかしかない。おそらくボヘミア人のコツェッツ（Kozecz）についてドイツでヴィオラ・ダ・ガンバを学んだらしい。『万国音楽家列伝』（Biographie universelle des musiciens, 1835年-1844年）を著したフランソワ＝ジョゼフ・フェティスは、ベルトーが1739年にコンセール・スピリチュエルで自作の協奏曲を演奏してチェリストとしてデビューしたと述べている。しかし、当時のどのメディアにも彼の名前は掲載されておらず、さらに協奏曲はスケッチすら発見されていない。ベルトーの名前への言及はジャン＝ジャック・ルソーが1753年のパリでその演奏を耳にしたと記録していることのみである。アンジェで生涯を終えた。

## 作品
わずかなチェロソナタを除き、ベルトーの作品の多くは散逸してしまっている。ベルトーの良く知られたチェロソナタ ト長調 作品25は長年わたりイタリアの作曲家ジョヴァンニ・バッティスタ・サンマルティーニの作品であるとされていた。

## 教育活動
ベルトー門下にはフランス王太子ルイ・フェルディナン、バレンシア人の兄弟ジャン＝バティスト・ジャンソン（1742年-1804年）とルイ・オーギュスト・ジョゼフ（1749年-1815年）、ジャン＝ピエール・デュポール（1741年-1818年）、チェリストで作曲家のFrançois Cupis de Renoussard、最後の弟子だったことが確実視されるジャン＝バティスト・ブレヴァルらがいる。

## 主要作品
- チェロ独奏と通奏低音のための6つの室内ソナタ 作品1 （1748年）
- チェロと通奏低音のためのベルトー氏の4つのソナタ （1759年）
- チェロ独奏と通奏低音のための6つの室内ソナタ 作品2 （1767年）
- 2つのヴァイオリンとチェロのためのトリオ・ソナタ （1750年と1753年にコンセール・スピリチュエルで演奏、散逸）
- チェロと管弦楽のための4つの協奏曲 （フェティスがコンセール・スピリチュエルでの演奏に言及、また古いカタログに記載あり）[4]